# Federico Novello Guidi

Stemma dei Guidi

Federico Novello Guidi dei conti Guidi del Casentino (1255 circa – 1289 o 1291) è stato un nobile italiano, figlio di Guido Novello da Bagno, capo della fazione ghibellina in Toscana e Romagna nella seconda metà del Duecento, e Gherardesca Novella della Gherardesca.

## Biografia
Dante lo cita in Purgatorio - Canto VI («Quivi pregava con le mani sporte / Federigo Novello,...»), collocandolo fra gli spiriti morti per forza, ovvero le anime di coloro che, morti violentemente e avendo peccato sino all'ultima ora, non ebbero il tempo per pentirsi dei propri peccati e devono attendere nel secondo balzo dell'Antipurgatorio un tempo imprecisato prima di accedere alle Cornici.  
La sua menzione, come quella degli altri personaggi della prima metà del canto rimasti uccisi in faide fra le varie città d'Italia, è funzionale alla lunghissima invettiva (la più lunga del Poema), di carattere politico, che caratterizza la seconda metà del canto.
Fu ucciso probabilmente a Giazzolo (poi divenuto Raggiolo) da Fumaiolo (o Fornajuolo o Fumarolo) di Alberto de' Bostoli, famiglia di guelfi fuorusciti d'Arezzo, dopo essere accorso in aiuto ai Tarlati di Pietramala. Suo erede fu l'unico figlio maschio Guido, conte di Raggiolo.